# جيمس ميتشيل (مدير)
جيمس ميتشيل (بالإنجليزية: James Mitchell)‏ هو مدير أمريكي، ولد في 26 فبراير 1965 في أورلاندو في الولايات المتحدة.

## وصلات خارجية
- جيمس ميتشيل على موقع IMDb (الإنجليزية)
- جيمس ميتشيل على موقع قاعدة بيانات الفيلم (الإنجليزية)